# Aurela
Aurela war eine litauische Charterfluggesellschaft mit Sitz in Vilnius und Basis auf dem Flughafen Vilnius.

## Geschichte

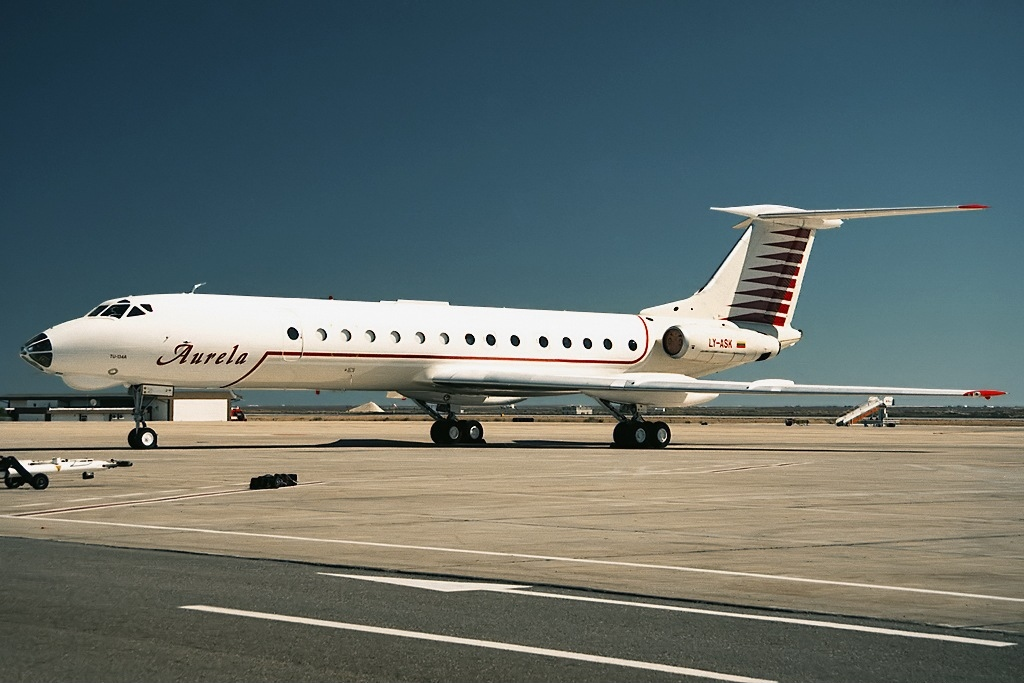
Eine Tupolev TU-134 der Aurela, 1996

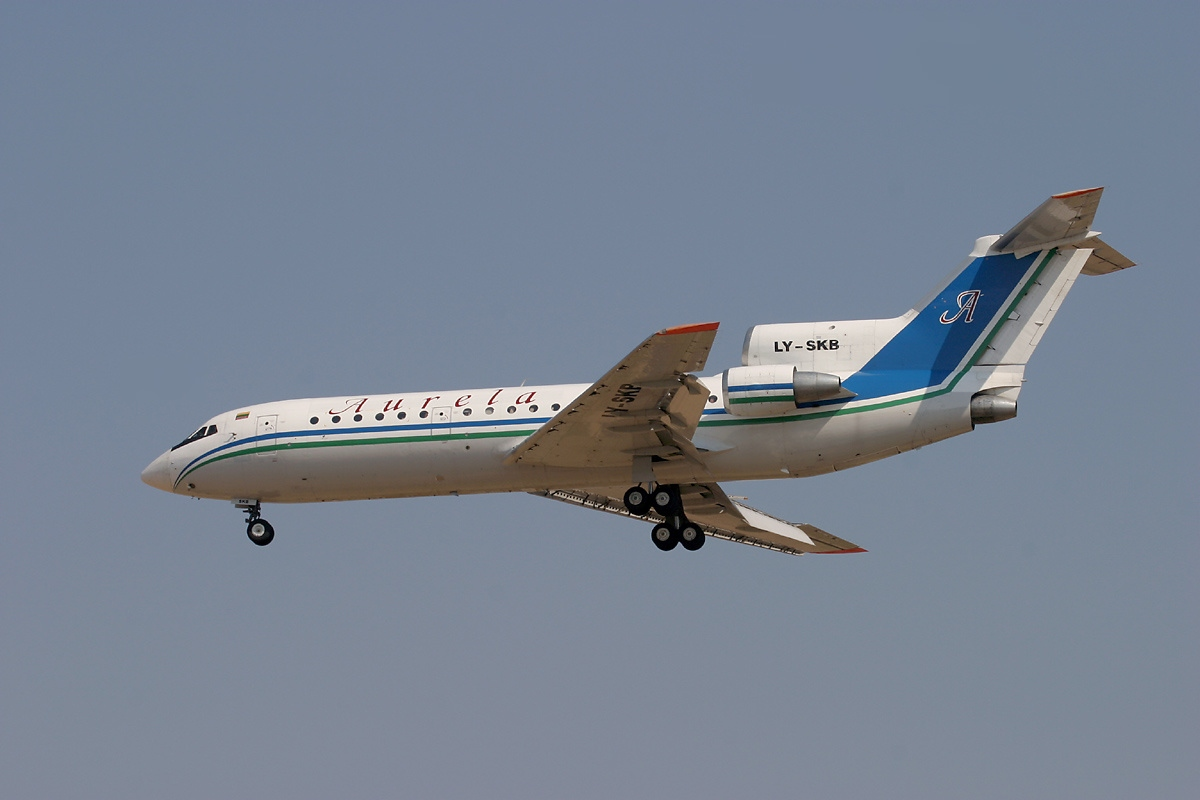
Eine Jakowlew Jak-42 der Aurela, 2003

Aurela wurde 1995 als erste private Fluggesellschaft Litauens gegründet und nahm den Flugbetrieb 1996 mit einer Tupolew Tu-134A auf. Im Jahr 2001 wurde eine Hawker HS-125-700, eine achtsitzige Maschine, für VIP-Flüge beschafft. 2003 wurde die Flotte um eine Jakowlew Jak-42D erweitert. Im Jahr 2004, dem Jahr in dem Litauen Mitglied der Europäischen Union wurde, wurde die JAK-42D aus wirtschaftlichen Gründen durch eine Boeing 737-300 ersetzt. Prominenteste Fluggäste waren in den Jahren 2004 und 2005 der litauische Präsident Valdas Adamkus und Papst Johannes Paul II. Aufgrund der strengen Regeln für Flüge in der EU wurde die JAK-42 im Jahr 2005 endgültig ausgeflottet und an die Leasingfirma zurückgegeben. 2006 wurde eine zweite 737-300 gemietet und eine neue Hawker 850XP für VIP-Charterflüge gekauft. Zwischenzeitlich wurde die Flotte um zwei Boeing 757-200 erweitert, die zwischenzeitlich jedoch ebenfalls wieder ausgemustert wurden. Hauptkunde für Charterflüge wurde ab 2006 das Tourismus-Unternehmen Novaturas Travel Company.
Im Jahr 2011 erzielte das Unternehmen den Gewinn von 5,8 Mio. Litas und erreichte den Umsatz von 24 Mio. Lt. Das Stammkapital betrug 4,01 Mio. Lt.  2011 wurde Aurela durch das zypriotische Investmentunternehmen "Servolian Investments" übernommen. Da Aurela nicht die finanziellen Vorgaben des Luftfahrtministeriums erfüllen konnte, wurde der Fluggesellschaft am 18. Februar 2013 die Fluglizenz entzogen. Juli 2013 wurde das Insolvenzverfahren eröffnet. Das Unternehmen beschäftigte über 80 Mitarbeiter.

## Flugziele
Ab Vilnius bot Aurela Linienflüge nach Berlin, Frankfurt und Hannover sowie weitere Ziele in Europa an. Hinzu kommen Charterflüge für Touristik-Unternehmen in Urlaubsregionen wie Südeuropa und Afrika sowie spezielle Sommerflüge nach Tel Aviv.

## Flotte
Vor Betriebseinstellung bestand die Flotte der Aurela aus einer 25 Jahre alten Boeing 737-300 mit dem Luftfahrzeugkennzeichen LY-SKA.